# ستار اورکی
ستار اورکی (زادهٔ ۱۵ اردیبهشت ۱۳۴۸)، آهنگساز و تنظیم‌کننده ایرانی است که فعالیت هنری خود را از سال ۱۳۶۹، آغاز کرد. از جمله آثار او می‌توان به آهنگسازی برای فیلم‌های جدایی نادر از سیمین و فروشنده به کارگردانی اصغر فرهادی، اشاره کرد. وی همچنین از اعضای آکادمی اسکار است.
اورکی با خوانندگانی چون علیرضا قربانی، محمد اصفهانی، سالار عقیلی، محمد معتمدی، رضا یزدانی، حمیدرضا حامی و نیما مسیحا همکاری داشته‌است.

## آهنگسازی

### آهنگسازی سینما
- سینما متروپل (۱۴۰۱)
- خائن‌کشی (۱۴۰۰)[۱]
- دسته دختران (۱۴۰۰)[۲]
- برای مرجان (۱۳۹۹)
- خون شد (۱۳۹۸)
- سه کام حبس (۱۳۹۸)
- پاستاریونی (۱۳۹۷)
- چهل و هفت (۱۳۹۷)
- درباره فروشنده (۱۳۹۶)
- کروکودیل (۱۳۹۶)
- فیلشاه (۱۳۹۶)
- اسکی باز (۱۳۹۶)
- حریم شخصی (۱۳۹۵)
- ماهورا (۱۳۹۵)
- ویلایی‌ها (۱۳۹۵)
- دو لکه ابر (۱۳۹۴)
- سایه (۱۳۹۴)
- فروشنده (۱۳۹۴)
- فصل نرگس (۱۳۹۴)
- خانه‌ای در خیابان چهل و یکم (۱۳۹۴)
- دوران عاشقی (۱۳۹۳)
- دربست آزادی (۱۳۹۲)
- او خوب سنگ می‌زند (۱۳۹۱)
- دربند (۱۳۹۱)
- استرداد (۱۳۹۰)
- اکباتان (۱۳۹۰)
- خودزنی (۱۳۹۰)
- شبکه (۱۳۹۰)
- مادر پاییزی (۱۳۹۰)
- یک سطر واقعیت (۱۳۹۰)
- مردی بدون سایه (۱۳۹۷)
- آنجا همان ساعت (۱۳۹۷)
- آسمان هشتم (۱۳۸۹)
- جدایی نادر از سیمین (۱۳۸۹)
- سیب و سلما (۱۳۸۹)
- کوچه ملی (۱۳۸۹)
- هر چی خدا بخواد (۱۳۸۹)
- در انتظار معجزه (۱۳۸۸)
- شور شیرین (۱۳۸۸)
- ناسپاس (۱۳۸۸)
- ندارها (۱۳۸۸)
- آناهیتا (۱۳۸۷)
- پاتو زمین نذار (۱۳۸۷)
- ریسمان باز (۱۳۸۶)
- شب حورا (۱۳۸۶)
- محافظ (۱۳۸۶)
- سنگ، کاغذ، قیچی (۱۳۸۵)
- پروانه‌ای در مه (۱۳۸۴)
- پیک نیک در میدان جنگ (۱۳۸۳)
- جنگ کودکانه(۱۳۸۳)
- تارا و تب توت فرنگی (۱۳۸۲)
- بیگانگان (۱۳۷۸)
- مُرده خور (۱۴۰۰)

### آهنگسازی تلویزیون
- طوبی (۱۴۰۳)
- گناه فرشته (۱۴۰۲)
- ستایش۳ (۱۳۹۸)
- پدر (۱۳۹۷)
- چرخ فلک (۱۳۹۵)
- جلال‌الدین (۱۳۹۳)
- دختری به نام آهو (۱۳۹۱)[۳]
- ستایش۱ (۱۳۸۹)
- سال‌های مشروطه (۱۳۸۸)
- عمارت فرنگی (۱۳۸۸)
- منظومه آتش (۱۳۸۷)
- چه کسی به سرهنگ شلیک کرد؟ (۱۳۸۴)[۴]
- روژان (۱۳۸۲)

### آهنگسازی نمایش خانگی
- آقازاده (۱۳۹۸)

### آهنگسازی فیلم مستند
- ایساتیس به کارگردانی علیرضا دهقان[۵]

### آهنگسازی برای خواننده‌ها
| نام خواننده        | نام ترانه      | ترانه‌سرا         | آهنگساز    | تنظیم      |
| ------------------ | -------------- | ---------------- | ---------- | ---------- |
| حمیدرضا حامی       | سوگند          | بابک صحرایی      | ستار اورکی | ستار اورکی |
| حمیدرضا حامی       | ماه دلگیر      | بابک صحرایی      | ستار اورکی | ستار اورکی |
| حمیدرضا حامی       | جدایی          | بابک صحرایی      | ستار اورکی | ستار اورکی |
| حامی / نیما مسیحا  | پرواز ممنوع    | بابک صحرایی      | ستار اورکی | ستار اورکی |
| رضا صادقی          | خداحافظ        | بابک صحرایی      | ستار اورکی | ستار اورکی |
| سالار عقیلی        | مادر           | بابک صحرایی      | ستار اورکی | ستار اورکی |
| رضا یزدانی         | خود زنی        | بابک صحرایی      | ستار اورکی | ستار اورکی |
| میلاد رحیمی        | قبل از غروب    | بابک صحرایی      | ستار اورکی | ستار اورکی |
| علیرضا قربانی      | عشق آسان ندارد | اهورا ایمان      | ستار اورکی | ستار اورکی |
| علیرضا قربانی      | لیلا           | اهورا ایمان      | ستار اورکی | ستار اورکی |
| محمد معتمدی        | جلال‌الدین      | مولانا           | ستار اورکی | ستار اورکی |
| محمد اصفهانی       | باب المراد     | الدویسان         | ستار اورکی | ستار اورکی |
| سالار عقیلی        | دختری بنام آهو | اهورا ایمان      | ستار اورکی | ستار اورکی |
| میلاد رحیمی        | آتش            | اهورا ایمان      | ستار اورکی | ستار اورکی |
| مهرداد شهسوار زاده | کمپین          | محمد کیاسالار    | ستار اورکی | ستار اورکی |
| سالار عقیلی        | راه بی پایان   | محمد کیاسالار    | ستار اورکی | ستار اورکی |
| سالار عقیلی        | سال‌های مشروطه  | عبدالجبار کاکایی | ستار اورکی | ستار اورکی |
| سالار عقیلی        | چرخ و فلک      | عبدالجواد موسوی  | ستار اورکی | ستار اورکی |

## جوایز و افتخارات
- تندیس بهترین موسیقی متن، از بیست و سومین جشنواره حافظ برای سینمایی خائن کشی، به کارگردانی مسعود کیمیایی [۵]
- جایزه بهترین موسیقی متن، از دوازدهمین جشن مستقل سینمای مستند ایران، برای مستند ایساتیس، به کارگردانی علیرضا دهقان[۵]
- نامزد دریافت تندیس زرین بهترین موسیقی متن بیستمین جشن سینمای ایران برای فیلم فیلشاه[۶]
- جایزه بهترین موسیقی، از جشنواره مدیترانه‌ای کن، برای فیلم بچه‌ای با جوراب قرمز، به کارگردانی خداداد جلالی[۷]
- نامزد دریافت تندیس زرین بهترین موسیقی متن نوزدهمین جشن سینمای ایران برای فیلم ویلایی‌ها[۸]
- جایزه و دیپلم افتخار بهترین موسیقی متن، از جشنواره منتقدان سینمای ایران، برای فیلم ویلایی‌ها، به کارگردانی منیر قیدی[۹]
- جایزه بهترین موسیقی از جشنواره سانتیاگو شیلی، برای فیلم بچه‌ای با جوراب قرمز، به کارگردانی خداداد جلالی[۱۰]
- جایزه بهترین موسیقی، از جشنواره مثلث طلایی هند، برای فیلم بچه‌ای با جوراب قرمز، به کارگردانی خداداد جلالی[۱۱]
- نامزد دریافت سیمرغ بلورین بهترین موسیقی متن سی و پنجمین جشنواره فیلم فجر برای فیلم ویلایی‌ها[۱۲]
- نامزد دریافت تندیس زرین بهترین موسیقی متن هجدهمین جشن سینمای ایران برای فیلم دوران عاشقی[۱۳]
- تندیس بهترین موسیقی متن، از جشنواره خانه سینما، برای فیلم استرداد، به کارگردانی علی غفاری[۱۴]
- نامزد تندیس بهترین موسیقی متن، از پانزدهمین جشنواره خانه سینما، برای فیلم کوچه ملی، به کارگردانی مهرشاد کارخانی
- نامزد دریافت سیمرغ بلورین بهترین موسیقی متن سی و سومین جشنواره فیلم فجر برای فیلم دوران عاشقی[۱۵]
- تندیس بهترین موسیقی متن، از جشنواره یاس، برای فیلم سه ماهی، به کارگردانی حمید قربانی[۱۶]
- نامزد دریافت سیمرغ بلورین بهترین موسیقی متن سی و یکمین جشنواره فیلم فجر برای فیلم استرداد[۱۷]
- نامزد دریافت سیمرغ بلورین بهترین موسیقی متن بیست و هشتمین جشنواره فیلم فجر برای فیلم آناهیتا[۱۸]